# Gerrit Voges
Gerrit Voges (Zwolle, 11 juli 1932 — aldaar, 21 juni 2007) was een Nederlands voormalig voetballer.
Voges speelde tijdens zijn loopbaan voor PEC Zwolle, Sportclub Enschede, DOS en Willem II. 
Hij debuteerde als zeventienjarige in het eerste elftal van PEC. Hij stond op 30 oktober 1949 voor het eerst in de basis, thuis tegen AZC Zutphen (0-0).
In 1954 ging hij naar Sportclub Enschede waar hij een jaar later teamgenoot werd van Abe Lenstra. Voges speelde zes seizoenen in Enschede, onderbroken door een eenjarig uitstapje naar DOS.
In 1962 keerde hij terug bij PEC. Hij sloot zijn profcarrière vier jaar later af.
De gezondheid van Gerrit Voges liet al jaren te wensen over. Hij overleed op 74-jarige leeftijd in zijn woonplaats Zwolle.

## Carrièrestatistieken
| Seizoen         | Club               | Land            | Competitie                   | Competitie | Competitie | Beker | Beker | Internationaal | Internationaal | Overig | Overig | Totaal | Totaal |
| Seizoen         | Club               | Land            | Competitie                   | Wed.       | Dlp.       | Wed.  | Dlp.  | Wed.           | Dlp.           | Wed.   | Dlp.   | Wed.   | Dlp.   |
| --------------- | ------------------ | --------------- | ---------------------------- | ---------- | ---------- | ----- | ----- | -------------- | -------------- | ------ | ------ | ------ | ------ |
| 1949/50         | PEC                | Nederland       | Tweede Klasse                | 2          | 0          | 0     | 0     | 0              | 0              | 0      | 0      | 2      | 0      |
| 1950/51         | PEC                | Nederland       | Tweede Klasse                | 23         | 8          | 0     | 0     | 0              | 0              | 0      | 0      | 23     | 8      |
| 1951/52         | PEC                | Nederland       | Tweede Klasse                | 20         | 8          | 0     | 0     | 0              | 0              | 0      | 0      | 20     | 8      |
| 1952/53         | PEC                | Nederland       | Tweede Klasse                | 18         | 8          | 0     | 0     | 0              | 0              | 0      | 0      | 18     | 8      |
| 1953/54         | PEC                | Nederland       | Tweede Klasse                | 15         | 8          | 0     | 0     | 0              | 0              | 0      | 0      | 15     | 8      |
| 1954/55         | Sportclub Enschede | Nederland       | Eerste klasse A (Afgebroken) | 4          | 2          | –     | –     | 0              | 0              | 0      | 0      | 4      | 2      |
| 1954/55         | Sportclub Enschede | Nederland       | Eerste klasse B              | –          | 11         | –     | –     | 0              | 0              | 0      | 0      | –      | 11     |
| 1955/56         | Sportclub Enschede | Nederland       | Hoofdklasse B                | –          | 17         | –     | –     | 0              | 0              | 0      | 0      | –      | 17     |
| 1956/57         | Sportclub Enschede | Nederland       | Eredivisie                   | 33         | 7          | –     | –     | 0              | 0              | 0      | 0      | 33     | 7      |
| 1957/58         | Sportclub Enschede | Nederland       | Eredivisie                   | 33         | 11         | –     | –     | 0              | 0              | 0      | 0      | 33     | 11     |
| 1958/59         | Sportclub Enschede | Nederland       | Eredivisie                   | 31         | 4          | 0     | 0     | 0              | 0              | 0      | 0      | 31     | 4      |
| 1959/60         | DOS                | Nederland       | Eredivisie                   | 25         | 3          | –     | –     | 0              | 0              | 0      | 0      | 25     | 3      |
| 1960/61         | Sportclub Enschede | Nederland       | Eredivisie                   | 31         | 6          | 0     | 0     | 0              | 0              | 0      | 0      | 31     | 6      |
| 1961/62         | Willem II          | Nederland       | Eredivisie                   | 21         | 4          | 0     | 0     | 0              | 0              | 0      | 0      | 21     | 4      |
| 1962/63         | PEC                | Nederland       | Tweede divisie B             | –          | 2          | 2     | 2     | 0              | 0              | 1      | 1      | –      | 5      |
| 1963/64         | PEC                | Nederland       | Tweede divisie A             | –          | 6          | 1     | 0     | 0              | 0              | 0      | 0      | –      | 6      |
| 1964/65         | PEC                | Nederland       | Tweede divisie A             | –          | 4          | 1     | 0     | 0              | 0              | 0      | 0      | –      | 4      |
| 1965/66         | PEC                | Nederland       | Tweede divisie A             | –          | 2          | 3     | 3     | 0              | 0              | 0      | 0      | –      | 5      |
| Carrière totaal | Carrière totaal    | Carrière totaal | Carrière totaal              | 256        | 111        | 7     | 5     | 0              | 0              | 1      | 1      | 264    | 117    |

## Interlandcarrière

### Nederland
In 1956 was hij tweemaal actief in het Nederlands elftal, doordat Faas Wilkes had moeten afzeggen. In september van dat jaar speelde de rechtsbinnen tegen Zwitserland, in november tegen Denemarken.
| Interlands van Gerrit Voges voor Nederland | Interlands van Gerrit Voges voor Nederland | Interlands van Gerrit Voges voor Nederland | Interlands van Gerrit Voges voor Nederland | Interlands van Gerrit Voges voor Nederland | Interlands van Gerrit Voges voor Nederland |
| №                                          | Datum                                      | Wedstrijd                                  | Uitslag                                    | Soort Wedstrijd                            | Doelpunten                                 |
| Als speler bij Sportclub Enschede          | Als speler bij Sportclub Enschede          | Als speler bij Sportclub Enschede          | Als speler bij Sportclub Enschede          | Als speler bij Sportclub Enschede          | Als speler bij Sportclub Enschede          |
| ------------------------------------------ | ------------------------------------------ | ------------------------------------------ | ------------------------------------------ | ------------------------------------------ | ------------------------------------------ |
| 1.                                         | 15 september 1956                          | Zwitserland – Nederland                    | 2 – 3                                      | Vriendschappelijk                          | 0                                          |
| 2.                                         | 4 november 1956                            | Denemarken – Nederland                     | 2 – 2                                      | Vriendschappelijk                          | 0                                          |

## Erelijst

### MetPEC
| Nationaal              |    |         |
| Kampioen Tweede Klasse | 1x | 1953/54 |